# 南風 (小柳ルミ子の曲)
「南風」（みなみかぜ）は、小柳ルミ子の33枚目のシングルである。1981年3月15日にSMS Recordsより発売された。

## 概要
小柳のシングル曲では初めて、A・B面ともに遠藤実が作曲を手掛けた作品。

## 収録曲
1. 南風（4分17秒）
作詞：いではく、作曲：遠藤実、編曲：宮川泰
2. 磯浜慕情（3分49秒）
作詞：山上路夫、作曲：遠藤実、編曲：宮川泰